# 喜溪褶脂鯉
喜溪褶脂鯉，為輻鰭魚綱脂鯉目脂鯉亞目脂鯉科的其中一個種，分布於南美洲委內瑞拉Siapa河流域，體長可達6.2公分，棲息在水質清澈且流動快速的溪流，以昆蟲等為食，生活習性不明。